# Mister Supranacional 2018
Mister Supranacional 2018 fue la 3.ª edición del certamen Mister Supranacional, correspondiente al año 2018, se realizó el 2 de diciembre en el Centro Municipal de Recreación y Deportes (MOSIR), en la ciudad de Krynica-Zdrój, Polonia. Candidatos de 39 países y territorios autónomos compitieron por el título. Al final del evento, Gabriel Correa, Mister Supranacional 2017 de Venezuela, entregó su título a Prathamesh Maulingkar de India, como su sucesor.

## Resultados
| Posiciones                | Candidato |
| ------------------------- | --- |
| Mister Supranacional 2018 | - India — Prathamesh Maulingkar |
| Primer Finalista          | - Polonia — Jakub Kucner |
| Segundo Finalista         | - Brasil — Samuel Costa |
| Tercer Finalista          | - Tailandia — Kevin Dasom |
| Cuarto Finalista          | - Países Bajos — Ennio Fafieanie |
| Semifinalistas (Top 10)   | - Estados Unidos — Nicholas Kotselas - Noruega — Mathias Duma - República Dominicana — Daniel Sicheneder - República Eslovaca — Jan Palko - Sri Lanka — Tymeron Carvalho                                                                                                 |
| Cuartofinalistas (Top 20) | - Curazao — Quinton Martina - España — Fabián Pérez - Filipinas — Marco Poli - Malta — Benoit Bartolo - México — Alejandro García - Myanmar — Ellis Lwin ∆ - Panamá — Ryan Stone - Puerto Rico — José Alfredo - República Checa — Jakub Kochta - Rusia — Mikhail Baranov |

- ∆ Votado por el público de todo el mundo vía internet.

### Ganadores Continentales
| Continente | Candidata                                  |
| ---------- | ------------------------------------------ |
| Africa     | - Togo - Kwassy Adjamah                    |
| América    | - Estados Unidos - Nicholas Kotselas       |
| Asia       | - Sri Lanka - Tymeron Carvalho             |
| Caribe     | - República Dominicana - Daniel Sicheneder |
| Europa     | - República Eslovaca - Jan Palko           |
| Oceanía    | - Nueva Caledonia - Kevin Aubry            |

## Premios especiales
| Título                | Candidato                        |
| --------------------- | -------------------------------- |
| Mister Físico         | - India - Prathamesh Maulingkar  |
| Mister Amistad        | - Colombia - Andrés Mejía        |
| Mister Fotogénico     | - Malta - Benoit Bartolo         |
| Mister Personalidad   | - Togo - Kwassy Adjamah          |
| Mister Redes Sociales | - Polonia - Jakub Kucnee         |
| Mister Popularidad    | - Myanmar - Ellis Lwin           |
| Mister Thermaleo      | - Países Bajos - Ennio Fafiaenie |
| Mejor en Traje formal | - Noruega - Mathias Duma         |

### Retos
| Título          | Candidato                           |
| --------------- | ----------------------------------- |
| Reto Top Model  | - España - Fabián Pérez             |
| Reto Deportivo  | - Puerto Rico - José Alfredo Vargas |
| Reto Talento    | - Rusia - Mikhail Baranov           |
| Reto de Montaña | - Brasil - Samuel Costa             |

- Nota: Los ganadores de cada reto, obtienen un pase al cuadro de los cuartofinalistas en la noche final.

## Relevancia histórica del concurso

### Resultados
- India ganó por primera vez Mister Supranacional.
- Polonia obtiene la posición de primer finalista por primera vez.
- Brasil obtiene la posición de segundo finalista por segundo año consecutivo.
- Tailandia obtiene la posición de tercer finalista por primera vez.
- Países Bajos obtiene la posición de cuarto finalista por primera vez.
- Brasil, España, República Eslovaca, Filipinas, India, Malta, México, Panamá, Polonia, Puerto Rico clasifican por tercer año consecutivo.
- Estados Unidos,  Myanmar y Países Bajos clasifican por segundo año consecutivo.
- Curazao, Noruega, Tailandia, República Dominicana, Rusia y Sri Lanka clasifican por primera vez en la historia del concurso.
- República Checa clasificó por última vez en 2016.
- Japón, Rumania y Venezuela rompen una racha de clasificaciones consecutivas que mantenían desde 2016.

## Candidatos
39 países compitieron por el título de Mister Supranacional 2018:
| - Argentina - Jorge Piantelli - Bolivia - Ariel Molina Miér - Brasil - Samuel Costa - Canadá - Aaron Mangar - China - Cheng Long - Colombia - Andrés Mejía Vallejo - Corea del Sur - Park Cheong Woo - Curazao - Quinton Martina - España - Fabian Pérez - Estados Unidos - Nicholas Kotselas - Filipinas - Marco Poli - Francia - Francois Xavier Herard - Guinea Ecuatorial - Jesus Dikuasa - Hawái - Jona Kamoku - India - Prathamesh Maulingkar - Indonesia - Gandhi Fernando - Irlanda - Emette Dillon - Japón - Jiro Matsumoto - Malta - Benoit Bartolo - México - Alejandro García | - Myanmar - Ellis Lwin - Noruega - Mathias Duma - Nueva Caledonia - Kevin Aubry - Países Bajos - Ennio Fafieanie - Panamá - Ryan Stone - Perú - Andrés Vilchez González - Polonia - Jakub Kucner - Puerto Rico - José Alfredo Galarza - República Checa - Jakub Kochta - República Dominicana - Daniel Sicheneder - República Eslovaca - Jan Palko - Rumania - Emil Popa - Rusia - Mikhail Baranov - Sri Lanka - Tymeron Carvalho - Surinam - Angelo Wijngaarde - Tailandia - Kevin Dasom - Togo - Kwassy Adjamah - Trinidad y Tobago - Suveer Ramsook - Venezuela - Jeudiel Condado Grimán |

## Sobre los países en Mister Supranacional 2018

### Naciones debutantes
- Corea del Sur
- Colombia
- Curazao
- Guinea Ecuatorial
- Irlanda
- Noruega
- República Dominicana
- Rusia
- Togo

### Naciones que regresan a la competencia
Concursaron por última vez en 2016:
- Argentina
- Francia
- Hawái
- Trinidad y Tobago

### Naciones ausentes
- Afganistán
- Alemania
- Bielorrusia
- Chile
- Etiopía
- Gibraltar
- Jamaica
- Pakistán